# Protium serratum
Protium serratum là một loài thực vật có hoa trong họ Burseraceae. Loài này được (Wall. ex Colebr.) Engl. miêu tả khoa học đầu tiên năm 1883.